# 燕崖乡
燕崖乡是中国山东省淄博市沂源县下辖的一个乡。

## 行政区划
燕崖乡下辖燕崖村、中辉村、胡围村、河西村、双泉官庄村、杏花村、西辉村、东辉村、石板村、冯家峪村、大马岭村、刘庄村、花峪村、红岭子村、郑家场村、汉林村、平安村、巩家峪村、蒲峪村、碾砣村、计宝峪村、朱家户村、姚南峪村、石井河村、王庄村、桑家峪村、桑家楼村、帽子庵村、井子峪村、上龙巷村、东高角村、偏良山村、南安乐村、牛郎官庄村、大洪峪村、安乐官庄村、北安乐村、山水河村、火石盖村、戴家庄村、韩家庄村、牛峪村、东郑王庄村、西郑王庄村、西白峪村、东白峪村。